# Giovanni Paolo II Sforza di Caravaggio
Giovanni Paolo II Sforza di Caravaggio (Milano, circa 1597 – Vigevano, 1630) è stato un nobile italiano del XVII secolo, secondo marchese di Caravaggio.

## Biografia
Figlio di Muzio II Sforza di Caravaggio e di Felice Orsina Peretti Damasceni, Giovanni Paolo II salì al trono paterno del marchesato di Caravaggio dopo la morte del padre nel 1622.
Interessatosi subito di politica nella patria natìa, Giovanni Paolo divenne nello stesso anno della sua ascesa decurione a Milano e poi ottenne per mano del re di Spagna, di cui era consigliere, il cavalierato dell'Ordine del Toson d'oro.
Morì di peste a Vigevano nel 1630.

## Matrimonio e figli
Giovanni Paolo II Sforza di Caravaggio sposò Maria Aldobrandini (Anna Maria, nata a Roma il 25 giugno 1597 e morta a Milano il 24 febbraio 1657), figlia di Gianfrancesco Aldobrandini, I principe di Meldola, e di Olimpia Aldobrandini. La coppia ebbe i seguenti figli:
- Francesco Maria, morto infante[1]
- Muzio III,[1] VI marchese di Caravaggio e conte di Galliate
- Orsina (1622[2] - di parto, 18 aprile 1654[3]), sposò nel 1641 il principe Ercole Teodoro Trivulzio[1]
- Olimpia (11 gennaio 1628 - ?), sposò il principe Ferdinando II Gonzaga di Castiglione.[1]

## Ascendenza
|                                        |   |                                             | Genitori                              |  |  | Nonni |  |  | Bisnonni                     |  |  | Trisnonni               |  |
|                                        |   |                                             |                                       |  |  |       |  |  | Muzio I Sforza di Caravaggio |  |  | Giovanni Paolo I Sforza |  |
|                                        |   |                                             |                                       |  |  |       |  |  | Muzio I Sforza di Caravaggio |  |  | Giovanni Paolo I Sforza |  |
|                                        |   | Violante Bentivoglio                        |                                       |  |  |       |  |  | Muzio I Sforza di Caravaggio |  |  |                         |  |
| Francesco I Sforza di Caravaggio       |   |                                             |                                       |  |  |       |  |  | Muzio I Sforza di Caravaggio |  |  |                         |  |
|                                        |   | Faustina Sforza di Santa Fiora              | Bosio II Sforza di Santa Fiora        |  |  |       |  |  |                              |  |  |                         |  |
|                                        |   | Faustina Sforza di Santa Fiora              | Bosio II Sforza di Santa Fiora        |  |  |       |  |  |                              |  |  |                         |  |
|                                        |   | Faustina Sforza di Santa Fiora              | Costanza Farnese                      |  |  |       |  |  |                              |  |  |                         |  |
| Muzio II Sforza di Caravaggio          |   | Faustina Sforza di Santa Fiora              |                                       |  |  |       |  |  |                              |  |  |                         |  |
|                                        |   | Marcantonio II Colonna, III duca di Paliano | Ascanio I Colonna, II duca di Paliano |  |  |       |  |  |                              |  |  |                         |  |
|                                        |   | Marcantonio II Colonna, III duca di Paliano | Ascanio I Colonna, II duca di Paliano |  |  |       |  |  |                              |  |  |                         |  |
|                                        |   | Marcantonio II Colonna, III duca di Paliano | Giovanna d'Aragona                    |  |  |       |  |  |                              |  |  |                         |  |
| Costanza Colonna                       |   | Marcantonio II Colonna, III duca di Paliano |                                       |  |  |       |  |  |                              |  |  |                         |  |
|                                        |   | Felice Orsini                               | Girolamo Orsini, signore di Bracciano |  |  |       |  |  |                              |  |  |                         |  |
|                                        |   | Felice Orsini                               | Girolamo Orsini, signore di Bracciano |  |  |       |  |  |                              |  |  |                         |  |
|                                        |   | Felice Orsini                               | Silvia Sforza di Santa Fiora          |  |  |       |  |  |                              |  |  |                         |  |
| Giovanni Paolo II Sforza di Caravaggio |   | Felice Orsini                               |                                       |  |  |       |  |  |                              |  |  |                         |  |
|                                        | … | …                                           |                                       |  |  |       |  |  |                              |  |  |                         |  |
|                                        | … | …                                           |                                       |  |  |       |  |  |                              |  |  |                         |  |
|                                        | … | Bartolomea Ambrogi                          |                                       |  |  |       |  |  |                              |  |  |                         |  |
| Fabio Damasceni                        | … |                                             |                                       |  |  |       |  |  |                              |  |  |                         |  |
|                                        |   | …                                           | …                                     |  |  |       |  |  |                              |  |  |                         |  |
|                                        |   | …                                           | …                                     |  |  |       |  |  |                              |  |  |                         |  |
|                                        |   | …                                           | …                                     |  |  |       |  |  |                              |  |  |                         |  |
| Felice Orsina Peretti Damasceni        |   | …                                           |                                       |  |  |       |  |  |                              |  |  |                         |  |
|                                        |   | Giambattista Mignucci                       | …                                     |  |  |       |  |  |                              |  |  |                         |  |
|                                        |   | Giambattista Mignucci                       | …                                     |  |  |       |  |  |                              |  |  |                         |  |
|                                        |   | Giambattista Mignucci                       | …                                     |  |  |       |  |  |                              |  |  |                         |  |
| Maria Felice Mignucci Peretti          |   | Giambattista Mignucci                       |                                       |  |  |       |  |  |                              |  |  |                         |  |
|                                        |   | Camilla Peretti                             | Pietro Ricci detto "Peretto"          |  |  |       |  |  |                              |  |  |                         |  |
|                                        |   | Camilla Peretti                             | Pietro Ricci detto "Peretto"          |  |  |       |  |  |                              |  |  |                         |  |
|                                        |   | Camilla Peretti                             | Marianna di Camerino                  |  |  |       |  |  |                              |  |  |                         |  |
|                                        |   | Camilla Peretti                             |                                       |  |  |       |  |  |                              |  |  |                         |  |